# Tomás Paleólogo
Tomás Paleólogo (em grego: Θωμάς Παλαιολόγος) foi um déspota do Despotado de Moreia até a conquista deste pelo Império Otomano. Após a morte do irmão em Constantinopla, Tomás tornou-se o sucessor legítimo do trono bizantino, condição esta que Tomás sustentou até o fim da vida. Seu filho, André Paleólogo, herdou de seu pai os direitos imperiais.

## Vida
Tomás Paleólogo era o mais jovem sobrevivente filho do imperador bizantino Manuel II Paleólogo e sua esposa Helena Dragasa. Seu avô materno era Constantino Dragases. Seus irmãos eram os imperadores bizantinos João VIII Paleólogo e Constantino XI Paleólogo, bem como Teodoro II Paleólogo e Demétrio Paleólogo, déspotas da Moreia, e Andrónico Paleólogo, déspota de Tessalônica. Como filho mais novo, Tomás nunca esperou ter que assumir o poder, mas seus filhos se tornaram os únicos herdeiros sobreviventes da dinastia paleóloga. 
Como outros filhos imperiais, Tomás foi feito um déspota e em 1428 se juntou aos seus irmãos Teodoro e Constantino no Despotado de Moreia. Após a aposentadoria de Teodoro em 1443, ele governou juntamente com Constantino, até Constantino tornar-se imperador (como Constantino XI) em 1449. Tomás permaneceu como déspota da Moreia, mas foi forçado a compartilhar o governo com seus irmãos mais velhos em 1449. As possessões bizantinas no Peloponeso tinham aumentado consideravelmente, em detrimento do Principado de Acaia, católico. Tomás se casou com Catarina Zaccaria, a filha do último príncipe de Acaia Centurião II Zaccaria, sucedendo aos bens de seu pai-de-lei em 1432.
Com a queda de Constantinopla em 1453, o Despotado de Moreia e o Império de Trebizonda passaram a ser os estados sucessores de Roma. Mas, logo em 1460, o Despotado de Moreia foi conquistada por Maomé II, o Conquistador, obrigando Tomás a fugir para a Itália, sendo reconhecido no ocidente como Imperador do Oriente.

## Família
Tomás teve pelo menos quatro filhos com Catarina Zaccaria. Foram estes:
1. Helena Paleóloga, que se casou com o déspota Lázaro II Branković;
2. André Paleólogo, que sucedeu Tomás na linha sucessória do trono;
3. Manuel Paleólogo;
4. Zoe Paleóloga, que se casou com o príncipe Ivan III da Rússia.